# Paret cel·lular

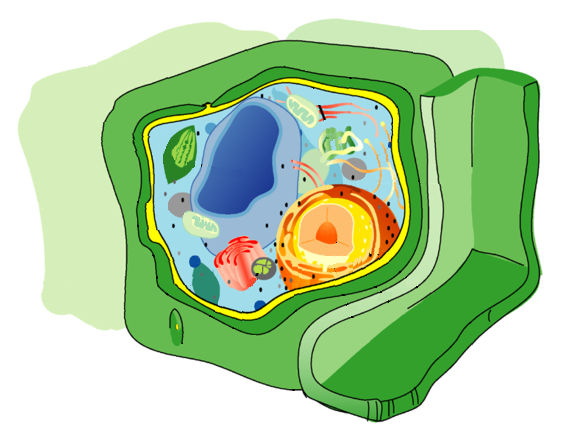
Diagrama d'una cèl·lula vegetal, amb la paret cel·lular de color verd

La paret cel·lular és una matriu extracel·lular present en diferents organismes com: bacteris, fongs, algues i plantes. És una capa rígida que es localitza a l'exterior de la membrana plasmàtica i actua com a compartiment cel·lular intervenint en totes les relacions de la cèl·lula amb l'entorn. A més a més, protegeix els continguts de la cèl·lula, dona rigidesa a l'estructura cel·lular, i en el cas dels fongs i plantes, defineix l'estructura i confereix suport als teixits.
La paret cel·lular es construeix de diversos materials depenent de la classe d'organisme. En les plantes, està constituïda majoritàriament, d'un polímer de carbohidrats denominat cel·lulosa, i pot actuar també com a magatzem de carbohidrats per a la cèl·lula. En els bacteris, hi està constituïda d'un peptidoglicà. Entre els archaea es presenten parets cel·lulars amb diferents composicions químiques, incloent capes S de glicoproteïnes, pseudopeptidglicà o polisacàrids i fins i tot hi ha un gènere, el Thermoplasma, que no hi presenta. Els fongs el presenten de quitina, i les algues tenen típicament parets construïdes per glicoproteïnes i polisacàrids. Tot i això, algunes espècies d'algues poden presentar una paret cel·lular composta per àcid silícic. Sovint es presenten altres molècules accessòries integrades a la paret cel·lular.
La secreció de la paret cel·lular es produeix a mesura del temps, la cèl·lula es disposa formant capes successives: làmina mitjana, paret primària i finalment paret secundària. Constitueix un exoesquelet que perdura després de la mort de la cèl·lula, per la qual cosa serveix com a teixit de sustentació a moltes plantes, fet que els permet assolir una gran alçària.

## Paret bacteriana

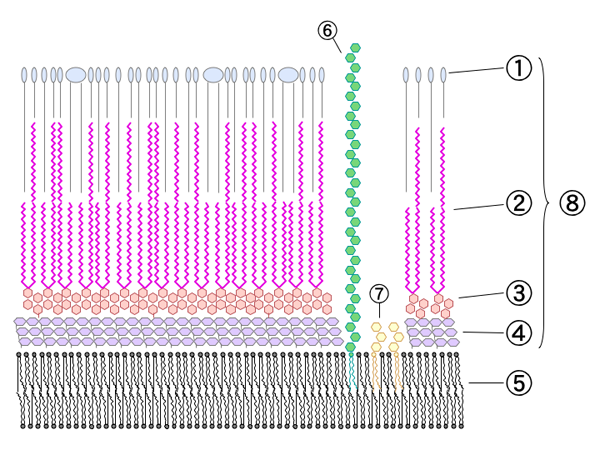
Esquema de la paret cel·lular de Mycobacterium (Actinobacteria), un bacteri grampositiu: la gruixa paret bacteriana envolta la membrana citoplasmàtica

Diagrama d'un bacteri gramnegatiu típic, amb la prima paret bacteriana de color verd intercalada entre la prima membrana plasmàtica de color roig i la càpsula de color groc.

La paret bacteriana està feta de peptidoglicà (també anomenat mureïna), que està format per cadenes de polisacàrid entrecreuades per pèptids inusuals que tenen aminoàcids D. Les parets cel·lulars bacterianes són diferents de les parets de plantes i fongs que estan fetes de cel·lulosa i quitina, respectivament. També són diferents de les parets de Archaea, que no tenen peptidoglicà. La paret cel·lular és essencial per a la supervivència de molts bacteris i l'antibiòtic penicil·lina pot matar als bacteris inhibint un pas en la síntesi del peptidoglicà.
Hi ha dos tipus diferents de parets bacterianes, denominades grampositiu i gramnegatiu, respectivament. Els noms venen de la seua reacció a la tinció de Gram, una prova extensament utilitzada per la classificació de les espècies bacterians.
- Als bacteris grampositius la paret bacteriana té una gruixa capa de peptidoglicà a més d'àcids teicoics, que són polímers de glicerol o ribitol fosfat. Els àcids teicoics s'uneixen al peptidoglicà o a la membrana citoplasmàtica.

- Als bacteris gramnegatius la capa de peptidoglicà és relativament prima i es troba envoltada per una segona membrana lipídica exterior que té lipopolisacàrids i lipoproteïnes. La capa de peptidoglicà s'uneix a la membrana externa amb lipoproteïnes.

La major part de bacteris tenen una paret gramnegativa i únicament Firmicutes i Actinobacteria (conegudes prèviament com a bacteris grampositius de contingut GC baix i bacteris grampositiu de contingut GC alt, respectivament) tenen parets grampositives. Estes diferències d'estructura poden produir diferències a la susceptibilitat antibiòtica, per exemple, la vancomicina només pot matar els bacteris grampositius i és inútil contra patògens gramnegatius, com ara Haemophilus influenzae o Pseudomonas aeruginosa.

## La paret cel·lular dels vegetals
La paret cel·lular dels vegetals es compon d'hidrats de carboni (cel·lulosa, hemicel·lulosa i pectines), proteïnes, lignina, suberina, cutina, cutana, sals minerals i ceres. El principal component de la paret, la cel·lulosa, forma cadenes que, unides entre elles per ponts d'hidrogen, formen fibres a les quals donen consistència l'hemicel·lulosa i la pectina.
La paret cel·lular té canals o porus, anomenats plasmodesmes, que comuniquen les cèl·lules veïnes, i que poden estar agrupats en fileres o en camps de porus, o trobar-se dispersos.

## La paret cel·lular dels fongs
No tots els fongs tenen paret cel·lular i molts dels organismes que originàriament havien estat classificats com a tals han estat reubicats en altres grups donada les diferències estructurals amb les parets cel·lulars dels fongs. Quan els fongs presenten paret cel·lular, aquesta està situada fora de la membrana cel·lular. Determina així un espai periplasmàtic enmig d'aquestes dues estructures. Està compost de glucosamina i quitina (el mateix glúcid que confereix resistència als exoesquelets dels insectes). Fan la mateixa funció que les parets cel·lulars dels vegetals: donen rigidesa, forma i n'eviten la lisi osmòtica. També limita l'entrada de substàncies tòxiques (com fungicides).

## La paret cel·lular de les algues
Igual que les parets cel·lulars de les plantes superiors, la paret cel·lular de les algues està composta per carbohidrats com la cel·lulosa i glucoproteïnes. La presència d'alguns polisacàrids a les parets de les algues, és usada com a caràcter diagnòstic en la taxonomia de les algues.
- Polisacàrids sulfonats com l'agarosa, es presenten a les parets d'algues vermelles.[cal citació]
- Manosil: Forma microfibres a la paret cel·lular d'algunes algues verdes dels gèneres Codium, Acetabularia, Porphyra i Bangia entre d'altres.[cal citació]
- Àcid alginílic: és un polisacàrid comú a la paret cel·lular de les algues marrons.[cal citació]

El grup d'algues diatomees sintetitza les seves parets cel·lulars (també conegudes com frústuls o valves) usant àcid silícic (específicament àcid ortosilícic, H₄SiO₄). L'àcid es polimeritza intracel·lularment, i després la paret surt a l'exterior per protegir la cèl·lula. Comparades amb les membranes cel·lulars orgàniques produïdes per altres grups, requereixen menys energia (aproximadament el 8%) per a la seva síntesi, cosa que constitueix un estalvi per a la cèl·lula i possiblement expliqui les taxes de creixement més altes en les diatomees.